# إدوارد دي. بانجز
إدوارد دي. بانجز هو سياسي أمريكي، ولد في 24 أغسطس 1790 في ورسستر في الولايات المتحدة، وتوفي في 1 أبريل 1838.